# Caisse des prêts et de soutien des collectivités locales
La Caisse des prêts et de soutien des collectivités locales (arabe : صندوق القروض ومساعدة الجماعات المحلية) est un établissement dont l'objectif est l'octroi de crédits et l'assistance financière au profit des collectivités locales,. 
Outre le financement, la Caisse assiste techniquement les collectivités dans leurs dépôts de demandes de financement aux étapes de constitution du dossier mais aussi de l’identification, de l’étude et dans une certaine mesure pour l’exécution des projets,.

## Histoire
La Caisse des prêts communaux tunisiens est créée par l'administration du protectorat français le 15 décembre 1902. Elle devient Caisse des Prêts aux Communes le 1er mars 1932. Le 14 mai 1975, la Caisse devient autonome financièrement et se transforme en Caisse des Prêts et de Soutien des Collectivités Locales puis est réorganisée en 1977 et 1992. Le 31 mars 1997, la Caisse devient un établissement public à caractère non administratif (avec un statut assimilé à une entreprise publique). 
L'importance de l'octroi de prêts et de subventions par la (CPSCL) a été renforcée à la suite de la constitution tunisienne de 2014 qui a prévu de tenter de remédier aux disparités régionales en couvrant la totalité du territoire par des zones communales (passage de 191 à 350 communes),,. 

## Rôle
La CPSCL est un maillon clé permettant techniquement aux communes d'accéder à des financements de l'état tunisiens et de bailleurs de fonds étrangers autrement inaccessibles,. Elle a aussi un mécanisme (certes imparfait), forçant une redevabilité et meilleure gouvernance,. 
La Caisse de prêts aux collectivités locales a des ressources limitées, et souffre du fait que la capacité de remboursement des communes est très réduite. Mais elle joue un rôle important car l'accès au système bancaire est presque impossible pour les municipalités. De plus, son rôle d'assistance technique pour le montage des dossiers est particulièrement important pour les petites communes, qu'elle sert grâce à dix agences régionales facilitant le contact proche.
Les capacités financières propres des communes, limitées au départ souffrent de l'absence de moyens de contraindre citoyens et entreprises à s'acquitter des taxes, redevances locales ou d'appliquer les arrêtés municipaux. De plus leur budget de fonctionnement est en majorité alloué aux salaires du personnel (dans des cas extrêmes, les traitements et salaires excèdent le budget municipal total, 126 % du budget à Kasserine, voire des ratios de 213 % dans la région de Métlaoui ou Redeyef) et le budget d'investissement des communes quand il existe est très faible (donc elles sont obligées de s'endetter pour réaliser des projets comme une route, l'aménagement d'une zone industrielle ou la construction d'un stade ou d'un marché).
Tous les transfers de l’État tunisien vers les communes sont supervisé par la Caisse des prêts et de soutien aux collectivités locales. Ne représentant que 3,6 % du budget de l'état, un chiffre faible (en comparaison de 10 % au Maroc, 20 % en Turquie ou autour de 35 % en Europe occidentale), ces transferts via la CPSL sont cependant vitaux (en moyenne un tiers du budget communal, parfois 100 % de celui-ci) avec de forte disparités entre les communes. La CPSCL est ammenée à évaluer les communes par divers indicateurs de performances financières et de mise en œuvre des projets financés,,. Mais le système de répartition de la dotation de l'état tunisien aux communes par la CPSCL est considéré, malgré les changements politiques, toujours peu équitable et en manque de transparence.

## Types de projets financés
La CPSCL accorde des prêts à 5, 7, 10 et 15 ans aux communes pour des projets individuels de la commune, ou intercommunaux : construction, entretien et maintenance de l'infrastructure (voiries, pavages, mobilier urbain) et de bâtiments administratifs (par exemple construction des hôtels de ville de Tunis, Ben Arous, Fouchana, Hammam Sousse, Arrondissement de Sousse Nord), entretien des cimetières, embellissements urbains, réhabilitation de quartiers bâtis ou d'espaces verts (exemples : Jardin public de Gabès, Parc la Falaise de Monastir, Place de la République au Kef), acquisition de matériel et d'équipements (surtout du matériel de voirie et de propreté), développement économique (par exemple le complexe commercial à Nefza ou la rénovation du marché Gabadji à Sousse), financements de projets de transition énergétique, ou de bonne gouvernance et la prise en charge des frais d'étude de tous types de projets effectuées par les communes.
Ces projets peuvent être au niveau local, régional ou national, et effectués en partenariat entre les communes et des entreprises (en particulier pour la gestion et la valorisation des déchets, et pour la gestion de certains parcs urbains) ou avec la société civile : des parcs urbains ou régionaux, ou les projets sportifs (stades, piscines) ou culturels, destinés aux femmes et enfants ou aux jeunes : par exemple, le stade municipal de Tataouine, la piscine municipale du Bardo, la salle multi-sport de l'Ariana, les maisons des jeunes de Sousse et Ben Arous, les bibliothèques municipales de Cherahil et Ghomrassen, un complexe culturel à Gabès et la rénovation du théâtre municipal de Sousse.

## Sources de financement
La CPSCL reçoit une dotation annuelle du budget de l'état tunisien (titre II). Elle dispose aussi de l'argent du Fonds Commun des Collectivités Locales. Elle reçoit le remboursement des prêts (principal et intérêts) consentis aux collectivités locales et elle réalise des résultats par bonification d'intérêts. La CPSCL contracte des prêts auprès de bailleurs de fonds tels que la Banque mondiale, l'Agence française de développement, la Banque européenne d'investissement et d'autres banques. Elle sert aussi d'organisme d'exécution pour des dons étrangers (exemple du PARLOC - Partenariat pour le développement local où des projets affectant 31 communes sont exécutés en partenariat avec l'Association nationale des communes d'Italie (it) qui finance les projets).